# Speed Freaks
Speed Freaks (conocido como Speed Punks en América) es un videojuego de carreras para PlayStation, desarrollado por Funcom y distribuido por Sony Computer Entertainment. El juego salió a la venta por primera vez en 1999 en Europa.

## Modalidades de juego

### Tournament
En el modo Tournament (torneo), el jugador debe participar en cuatro carreras contra 5 corredores más. En cada carrera debe dar cinco vueltas a la pista y quedar entre las tres primeras posiciones o, de lo contrario, será descalificado. En caso de no quedar entre los tres primeros, el jugador tiene la opción de repetir la carrera un máximo de dos veces por torneo. Hay tres torneos: fácil, normal y difícil. El nivel normal se desbloquea ganando el fácil; y el difícil, ganando el normal. Cuando un jugador queda primero en todas las carreras de un torneo, tiene la opción de desbloquear a un personaje nuevo, quedando primero en una carrera contra ese personaje (challenge).

### Single Race
Un jugador selecciona una pista y se enfrenta a 5 personajes en una sola carrera.

### Time Attack
Es el modo contrarreloj. Consiste en acabar una carrera de tres vueltas (o una vuelta) en el menor tiempo posible. Los récords se pueden guardar y visualizar en las opciones del juego.

### Multijugador y VS.
Son los modos multijugador del juego. En el modo VS, dos jugadores pueden enfrentarse entre sí en una sola carrera o en un torneo del modo Tournament. En el modo multijugador puede haber hasta 4 jugadores, y se juega en una de las 12 pistas adicionales, diferentes a las del modo Tournament.

## Personajes
Hay un total de 9 personajes, 3 de los cuales se desbloquean una vez ganados los challenges al final de cada torneo. Cada personaje tiene ciertas estadísticas que indican su velocidad (High Speed), capacidad de giro (Weight) y aceleración (Acceleration).